# Victoria Cougars (PCHA)
Die Victoria Cougars waren ein professionelles Eishockeyteam in Victoria,  British Columbia. Gegründet wurde das Team 1911 unter dem Namen Victoria Senators und nach zwei Jahren in Victoria Aristocrats umbenannt. Die Cougars sind der letzte Stanley-Cup-Sieger, der nicht aus der National Hockey League kam.

## Geschichte
1911 wurde das Team der Victoria Senators gegründet und spielte in der PCHA gemeinsam mit je einem Team aus Vancouver und New Westminster. Schon 1913 benannte man das Team in Victoria Aristocrats um. Unter neuem Namen sorgte das Team gleich für Aufsehen. Man wollte gegen den amtierenden Stanley-Cup-Sieger, die Quebec Bulldogs antreten und den Cup zu gewinnen, doch die Serie wurde nicht als offizielle Serie anerkannt. Unter anderem gab es in den unterschiedlichen Ligen noch unterschiedliche Regeln. Spiel eins und drei wurden nach den Regeln der PCHA mit sieben Spielern gespielt und beide Male konnten die Aristocrats als Sieger vom Eis gehen. Die Bulldogs waren nur im zweiten Spiel erfolgreich, das nach den Regeln der National Hockey Association mit nur sechs Spielern bestritten wurde. Da das Stadion der Aristocrats 1916 vom kanadischen Militär belegt wurde, zog man über die Grenze in die Vereinigten Staaten nach Spokane. Dort spielte man ein Jahr als Spokane Canaries bevor das Team aufgelöst wurde.
Schon 1918 wurde als Victoria Aristocrats ein Neuanfang gestartet. 1922 benannte sich das Team dann in Victoria Cougars um. 1924 wurde die PCHA aufgelöst und die Cougars spielten fortan in der Western Canada Hockey League (WCHL). Lester Patrick leitete das Team und führte es 1925 in die Stanley Cup Finals. Nachdem die Hamilton Tigers als bestes Team der NHL-Saison die Playoffs bestreikten, kamen die Montréal Canadiens als Vertreter. In der heimischen Patrick Arena gewannen die Cougars die Serie mit 3:1 und waren damit die letzte Mannschaft außerhalb der NHL, die den Stanley Cup gewinnen konnte. Außerdem gelang es mit den Anaheim Ducks erst in der Saison 2006/07 einem Team, den Cup an die Westküste zu holen. Auch in der folgenden Saison konnten die Cougars sich für die Finals um den Stanley Cup qualifizieren. Der Gegner waren diesmal die Montreal Maroons. Die Titelverteidigung gelang in Montreal nicht und man unterlag den Maroons in vier Spielen mit 1:3. Nach Saisonende wurde auch die WCHL aufgelöst. Das Team wurde nach Detroit verkauft und spielte dort als Detroit Cougars. Daraus entstanden die heutigen Detroit Red Wings.

## Ehemalige Spieler
- Tommy Dunderdale
- Frank Fredrickson
- Haldor Halderson
- Hap Holmes
- Moose Johnson
- Lester Patrick
- Jack Walker